# Poperinge
Poperinge (parfois écrit Poperinghe ou Poperingue en français) est une ville flamande de Belgique située en Région flamande dans la province de Flandre-Occidentale.

## Géographie
Poperinge se situe à 12 km à l'ouest d'Ypres. Elle est limitrophe du département français du Nord.

### Sections de la commune
| # | Section                | Superf. (km²) | Habitants (2020) | Habitants par km² | Code INS |
| - | ---------------------- | ------------- | ---------------- | ----------------- | -------- |
| 1 | Poperinge (I)          | 47,87         | 13.688           | 286               | 33021A   |
| 2 | Reningelst (IV)        | 15,41         | 1.429            | 93                | 33021B   |
| 3 | Krombeke (II)          | 8,59          | 666              | 78                | 33021C   |
| 4 | Proven (III)           | 13,23         | 1.203            | 91                | 33021D   |
| 5 | Roesbrugge-Haringe (V) | 11,70         | 1.106            | 87                | 33021E   |
| 6 | Watou (VI)             | 23,57         | 1.709            | 73                | 33021F   |

### Localités
- Roesbrugge-Haringe: Roesbrugge (VII), Haringe (VIII)
- Watou: Saint-Jean-aux-Joncs (IX), Abeele (X)

### Carte

Découpage en sections

### Communes limitrophes
- a. Beveren-sur-l'Yser (Alveringem)
- b. Stavele (Alveringem)
- c. Westvleteren (Vleteren)
- d. Oostvleteren (Vleteren)
- e. Elverdinge (Ypres)
- f. Vlamertinge (Ypres)
- g. Dikkebus (Ypres)
- h. La Clytte (Heuvelland)
- i. Westoutre (Heuvelland)
- j. Boeschepe
- k. Godewaersvelde
- l. Steenvoorde
- m. Winnezeele
- n. Houtkerque
- o. Bambecque

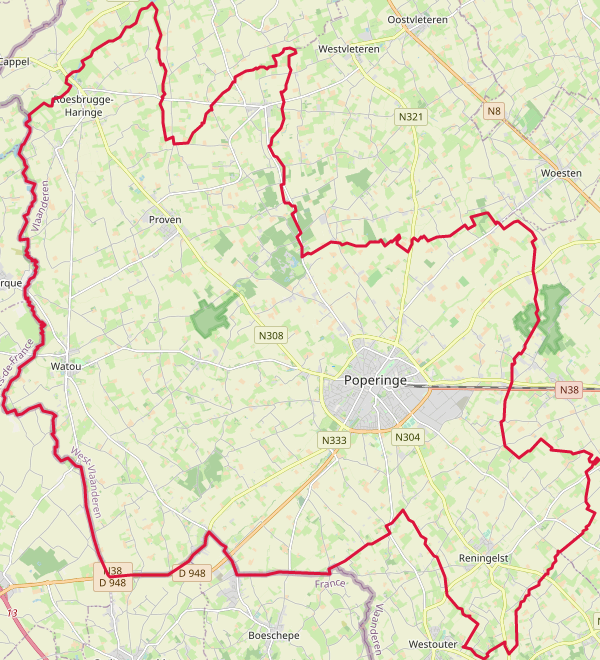
Carte OpenStreetMap
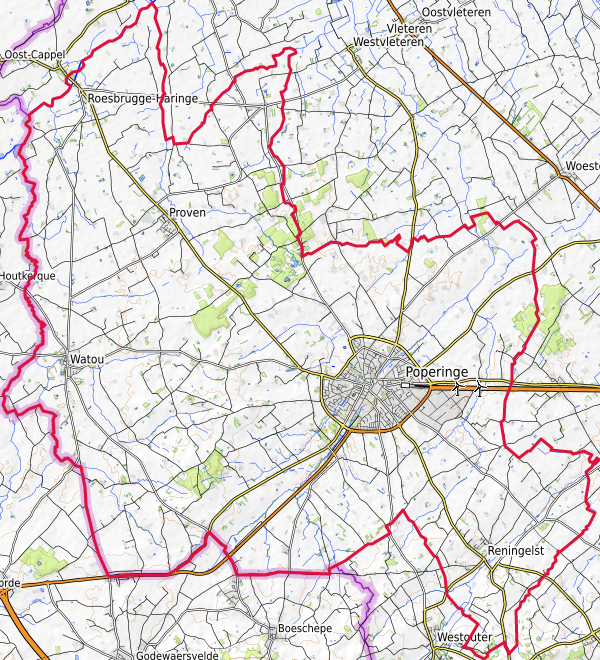
Carte topographique
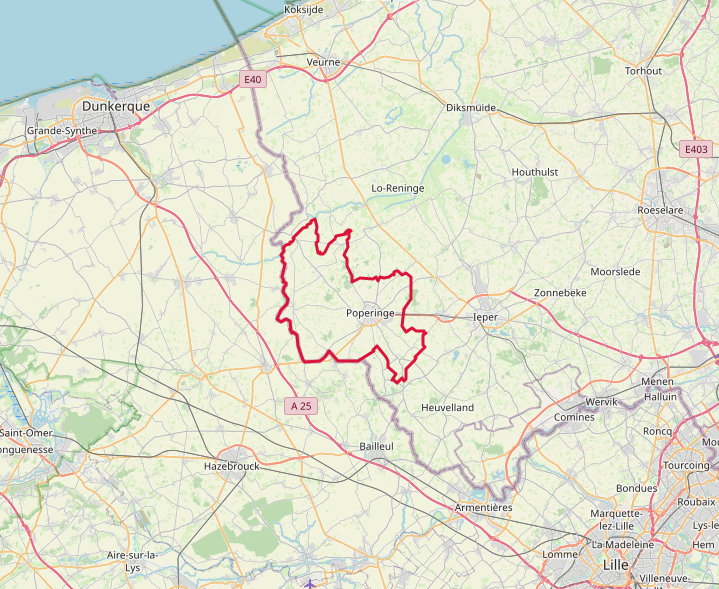
Avec les communes environnantes

## Histoire
Pupurninga villa est la plus vieille forme écrite et date des environs de 850. Les fouilles archéologiques ont prouvé que l'endroit était déjà habité au Néolithique. À l'époque romaine, une déviation de la route romaine fut construite pour relier Cassel à Poperinge et Aardenburg. Dès le haut Moyen Âge précoce (au VIIe siècle), l'abbaye Saint-Bertin de Saint-Omer jouait un rôle important dans la vie ecclésiastique et économique du territoire de Poperinge. Ses abbés sont restés les suzerains de Poperinge jusqu'à la Révolution française, même après les traités d'Utrecht (1713) par lesquels la ville n'était plus française.
En 1147, à la demande de Léonius de Furnes, abbé de Saint-Bertin, le comte de Flandre Thierry d'Alsace offrit à Poperinge une première charte, fondée sur une charte disparue de la région de Furnes ; elle devait être confirmée une nouvelle fois par son successeur Philippe.
Le grand moteur qui explique l'âge d'or de Poperinge au cours du XIIIe siècle a été la fabrication du drap. La ville s'agrandit en 1290 et obtint de l'évêque de Thérouanne l'autorisation de construire deux nouvelles églises, en plus de l'église Saint-Bertin qui existait déjà. Il y avait tant d'agriculteurs occupés à travailler dans la nouvelle industrie qu'il fallut chercher de la main-d'œuvre ailleurs pour travailler les champs. Au cours du XVIe siècle, l'industrie du drap commença à décliner et il fallut trouver de nouveaux revenus dans la culture du houblon.
La ville fut frappée par plusieurs incendies : en 1382, 1436, 1513 et surtout 1563 où elle fut quasiment entièrement dévastée et qui contribua à son déclin.
En 1527, François Oudegherst, moine de l'abbaye de Saint-Bertin de Saint-Omer, prévôt de Poperinge, auteur de célèbres Annales de Flandre, devient abbé de l'abbaye Saint Winoc de Bergues.
Au cours de la Première Guerre mondiale, Poperinge fut, avec Furnes, la seule ville belge à ne pas être occupée par les Allemands. Le général britannique Douglas Haig y installa son quartier général. La ville fut, par la route ou par le train, un incontournable point de ralliement. Camps d'instruction, dépôts, hôpitaux surgirent au milieu des houblonnières. Fuyant les combats, les réfugiés d'Ypres y affluèrent.
Poperinge possède une triste particularité : le Poperinghe New Military Cemetery compte le plus grand nombre de fusillés de tous les cimetières du Commonwealth. Les supposés déserteurs (car bien souvent il s'agissait de soldats commotionnés à la suite d'éclatements d'obus), connaissaient un simulacre de procès. Condamnés ils tombaient devant les balles du peloton d'exécution dans la cour intérieure de l'hôtel de ville. Cette forte proportion de soldats fusillés à Poperinge s'explique probablement par le fait que la ville était un lieu de rassemblement de milliers de soldats engagés dans le Westhoek, après la bataille de la Somme, ainsi que des rescapés de la bataille de Passchendaele, la plus sanglante dans les Flandres. En 2006, le ministère britannique de la Défense reconnaît que le soldat exécuté était « une des nombreuses victimes de la guerre et que l'exécution n'était pas le sort qu'il méritait. »
Le 26 décembre 1914, le soldat français Abel Garçault est condamné par un conseil de guerre pour « abandon de poste en présence de l'ennemi par mutilation volontaire ». Il est fusillé le lendemain à Poperinge. Après la guerre, il est réhabilité, tant les preuves de sa culpabilité sont faibles. Il est déclaré « mort pour la France »,.

## Poperinge et le houblon

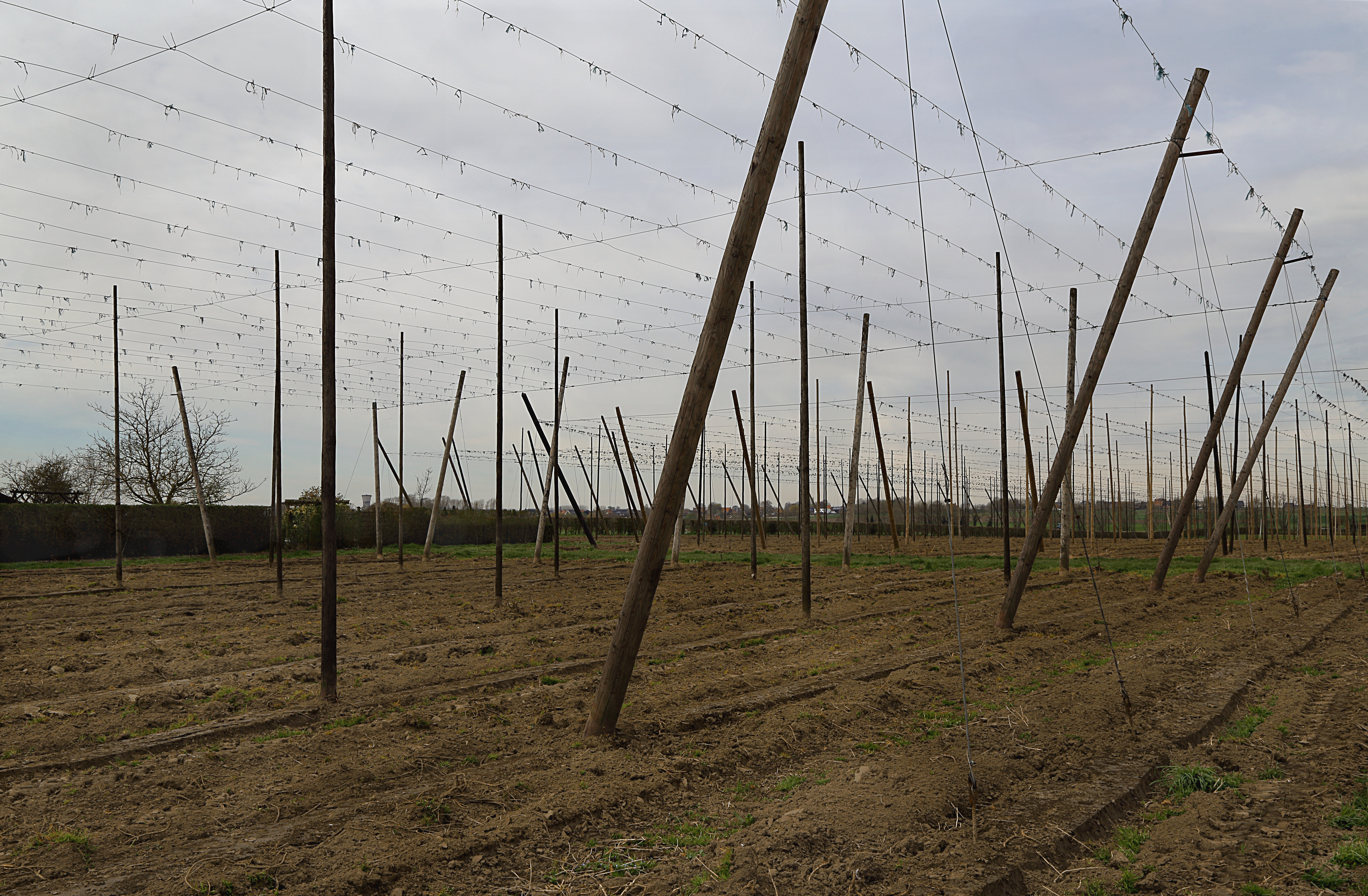
Une houblonnière au printemps.

Tous les trois ans, en septembre, la Fête du houblon donne lieu à un pittoresque cortège.

Les houblonnières se distinguent, dans le paysage légèrement vallonné, par leurs hauts poteaux servant d'attache à la plante grimpante.

## Héraldique
|  | La commune possède des armoiries qui lui ont été octroyées le 31 décembre 1838 et à nouveau les 14 octobre 1875 et 5 mai 1981. Les plus anciennes armoiries connues de Poperinge datent du XVIe siècle. Elles montraient un gant d'argent tenant une crosse d'or. Tous les sceaux des XVIIe et XIXe siècles présentent la même composition. Les armoiries étaient à l'origine probablement noires, jusqu'au XVIe siècle. Et dans certains cas, les armoiries ont été divisées avec les armoiries de l'abbaye de Saint-Bertin, qui a toujours possédé une grande partie de la région. Blasonnement : De gueules, à la main appaumée et gantée d'or et l'index orné d'un anneau, mouvant du flanc senestre et tenant une crosse d'abbé mitré, de même. L'écu timbré d'une couronne d'or à cinq tours de même une Croix de Guerre française avec palme sur le dessous. Source du blasonnement : Heraldy of the World. |

## Folklore
Comme c'est le cas pour beaucoup de villes flamandes, les habitants de Poperinge sont affublés d'un sobriquet : on les appelle Keikoppen (les entêtés) de kei (caillou en néerlandais) et de kop (tête en néerlandais). Après que le comte de Flandre eut interdit à Poperinge de fabriquer le drap qui faisait sa fortune, ses habitants se distinguèrent par leur lutte acharnée pour le maintien du commerce du drap, un entêtement qui leur valut le sobriquet en question. Sur la Grand-place, une pierre de 1 650 kg, installée en 1988, est une allusion à ce surnom.

## Lieux et monuments

### Patrimoine civil
- Hôtel de ville néogothique (1911) : dans la cour intérieure se dresse un poteau d'exécution. On y fusillait les déserteurs au cours de la Première Guerre mondiale.
- Weeuwhof : de la Sint-Annaplein on accède par un passage à une cour intérieure autour de laquelle sont groupées dix-neuf maisonnettes construites à l'initiative d'une fondation caritative (1769) et destinées à des veuves (weeuw) ou à des femmes seules.

### Patrimoine religieux
- L'église du hameau d'Abeele, construite au milieu du XIXe siècle, qui a la particularité de se situer juste à la frontière belgo-française mais du côté français sur la commune de Boeschepe[11].
- L'église Saint-Jean (Sint-Janskerk) : église-halle gothique du XIVe siècle.
- L'église Notre-Dame (Onze-Lieve-Vrouwekerk)[12] : église-halle gothique du XIVe siècle. Sa tour en briques, haute de 70 m date du XVe siècle.
- L'église Saint-Bertin (Sint-Bertinuskerk) : église-halle gothique du XVe siècle. Notre-Dame de Piété, qui trouve son origine dans un prieuré de moniales bénédictines créé en 1635. L'institution fut désertée en 1797, devint un pensionnat en 1800, puis elle fut relevée en 1805[13].

### Musées
- Musée national du houblon.
- Talbot House : pendant la Première Guerre mondiale, alors que Poperinge se trouvait dans le secteur britannique du front, les aumôniers militaires Neville Talbot et Philip « Tubby » Clayton fondèrent en 1915 un foyer pour soldats sans distinction de grade, un « Every man's Club ». La maison doit son nom à Gilbert Talbot, frère de Neville Talbot, tué au front en 1915. Après la guerre, Clayton fonda une association appelée « Toc H », d'après les initiales de Talbot House. En 1929, un mécène racheta la maison et en fit don à l'association. Dans l'entrepôt de houblon jouxtant la maison et qui était utilisé comme salle de concerts pendant la guerre, un musée évoque la vie des soldats derrière le front.

### Cimetières militaires
- Le Lijssenthoek Military Cemetery est le deuxième plus grand cimetière britannique de la Première Guerre mondiale (10 800 tombes). Il se trouvait tout à côté d'un grand hôpital de campagne et c'est la raison pour laquelle on trouve la tombe d'une infirmière britannique avec des tombes de Chinois du Chinese Labour Corps, d'Américains, de Français et d'Allemands.
- Le Poperinghe New Military Cemetery.

## Personnalités liées à Poperinge
- Dirk Frimout (astronaute) ;
- Kobe Desramaults (chef étoilé belge) ;
- Henri Permeke (peintre).

## Bourgmestres
Les bourgmestres ont été :
- Jean-Baptiste Coppieters 't Wallant (1803-) ;
- Charles van Renynghe (catholique) (1833-1871) ;
- Félix Berten (catholique) (1871-1903) ;
- Félix van Merris (catholique) (1904-1918) ;
- Lucien Deschodt (CVP) (1947) ;
- Marc Mahieu (PVV) (1983-1995) ;
- Henri d'Udekem d'Acoz (nl) (1995-2005), oncle de la reine Mathilde ;
- Christof Dejaegher, bourgmestre actuel (2007-).

## Démographie

### Évolution démographique: Avant la fusion des communes
- Sources : INS, Rem. : 1831 jusqu'en 1970 = recensements, 1976 = nombre d'habitants au 31 décembre[14].

### Évolution démographique: Commune fusionnée
- Source: DGS , de 1831 à 1981=recensements population; à partir de 1990 = nombre d'habitants chaque 1 janvier[15]